# Alexandriai iskola
Az alexandriai iskola névvel jelölik azokat a tudományos irányokat, melyeknek megindítói, művelői és terjesztői Alexandriában éltek, s a Ptolemaioszok bőkezűsége által oly helyzetbe jutottak, hogy irodalmi és tudományos munkásságuk kevés megszakítással mintegy 800 évig tartott. Az itt élő tudósok állami költségen az ismeretek minden ágát művelték, minden tudományágban az addig ismert anyagot kutatták és rendezték.
Tudományos munkásságuk inkább a meglevőnek tanítása volt, mint újabb igazságok felfedezése. Közös lakhelyük a múzeum volt, melyben tisztán a tudománynak élhettek; folyvást gyarapodó alapítványok gondoskodtak függetlenségükről.
A múzeumhoz tartozott a nagy könyvtár, melyben Kr. e. 250 körül mintegy 490 ezer tekercset őriztek, egy másik nagy könyvtár a Serapis templomában állott (42,8 ezer tekercs). E könyvtárak használata végett, valamint a tudós könyvtárőrök tanításainak meghallgatására az egész világból idejártak. A Római Birodalom nyugati és keleti tartományaiban élt, s hírnévre jutott orvosok és tanárok, bölcselők és papok, számfejtők és csillagászok, mind Alexandriába jártak és tanultak, az alexandriai tartózkodást tudományos képesítésnek tekintették.
A terjedő s mindinkább erősödő kereszténység erősen támadta a pogány görög hagyományok veszélyes székhelyét, s Caracalla pénzügyi zavarain a múzeumi alapítványok elkobzásával segített. De mind e csapások mellett Alexandria még sokáig az egyedüli hely volt, ahol, noha már keresztény köntösben, a nagy görög filozófusok tanítása fennmaradt.
A könyvtár először Alexandria ostrománál Julius Caesar alatt égett el; később Antonius Kleopatrának ajándékozta a pergamumi királyok könyvtárát s ez pótolta azt a nagy veszteséget, míg II. Theodosius császár Konstantinápolyba vitette. A Serapeion könyvtára a keresztény türelmetlenségnek esett áldozatul 389-ben.
Sokféle átalakulást szenvedve, a görög szellem fenntartotta magát, míg az arabok hódító serege föl nem dúlta a várost (642). A görög szellemet ezután az arab váltotta fel.

## Teológia
Midőn az egyház tanait mind az "eretnekek", mind a pogány bölcsészek több oldalról megtámadták, szükségessé vált az evangélium hirdetése mellett a hit tanaiban való rendszeres oktatás is. Így keletkeztek egymásután a keresztény iskolák (Alexandriában, Jeruzsálemben, Niszibizsben, Edesszában, Rómában stb.), melyeknek célja volt az egyházi közösségek vezetőit, a hit hirdetőit és védőit alapos oktatásban részesíteni. Legrégibb és leghíresebb ez iskolák közül az alexandriai volt. Az alexandriai katecheta iskola a legnagyobb virágzását a 2. sz. végén és a 3. században érte el.
Alexandriában a püspök irányítása alatt iskolaszerűen foglalkoztak tanítók a keresztségre készülőkkel, az úgynevezett katekumenekkel. Első írásos emléke 204-ből van, amikor Demetriosz püspök a fiatal Órigenészre bízta az iskola vezetését, mert a tanítók elmenekültek az üldözés elől. Nyilvánvalóan az iskola jóval régebbi. Tananyagai közé tartoztak a hit alapelemei, alapimádságok és a keresztény erények gyakoroltatása. 215-ben Órigenésztől Héraklász vette át.
Ebből a katekéta iskolából egy-egy tudósabb tanító körül kifejlődött egy akadémia-szerű oktatási intézmény, az ún. didaszkaleion, ami egy tulajdonképpeni teológiai iskola lett, amely tudományosan és a pogányok számára is nyitottan foglalkozott a kereszténység tanításával. Az első ilyen tanító Pantenosz (†200), akinek iskolája később mintául szolgált Órigenésznek. Alexandriai Kelementől tudjuk, hogy ennek az iskolának a növendékei művelt emberek, akik a tanítótól a keresztény misztériumokhoz vezető utat tanulták, s a kereszténység erkölcsi eszményeit saját kultúrájuk beteljesedéseként kapták meg. Ezen iskola történetében jelentős dátum 215, amikor Órigenész feladta a katekéta iskola vezetését, és Pantenosz és Kelemen nyomában járva saját iskolát nyitott. Mivel ez a püspök felügyelete alatt állt és intézményként folyamatosan működött, Órigenész tekinthető az alexandriai teológiai iskola alapítójának. Az iskola szellemét mindvégig az alapító határozta meg. Vezetői később Héraklász (†248), Nagy Szent Dionüsziosz (†265 k.), Theognosztosz (†280 k.). Az iskola a 4. század végig működött. Vak Didümosz (†398) tanítványa volt Tyrannius Rufinus és Szent Jeromos. A század végén Rhodon tanító elhagyta Alexandriát és a pamphüliai Szidébe telepedett át.
Az iskola jellegzetessége, hogy a teológiában előtérbe helyezte a megfoghatatlan és megfejthetetlen misztériumot mind a megtestesülés, mind a Szentírás tudományos értelmezésében (később az antiochiai iskola szembeszállt ezzel), amivel együtt járt az aszketikus és dogmatikus spiritualizmus veszélye. Az Órigenész előtti korszakot Alexandriai Kelemen eszménye jellemzi: az erkölcsileg arra felkészülteket a hellén kultúra tudománya alapján akarta elvezetni a keresztény misztériumokhoz, az „igazi tudáshoz”. Órigenész ezzel szemben a sajátosan keresztény valóságot (Egyház, szentségek) állította központba, és tipologizáló szentírásmagyarázatát pontos szövegelemzéssel és történeti háttérrel alapozta meg. Dogmatikája (Peri arkhón) nagyszerű próbálkozás volt, de magában rejtette azokat a tévedéseket, amelyek miatt az iskola később viharos történetet ért (szubordinacionizmus). Ezen iskola és Órigenész nélkül az 5. századi tudós szerzetesség, a kappadókiai atyák, Szent Jeromos és Szent Ambrus szentírásmagyarázata, valamint nyugati tipológia elképzelhetetlen.